# Centro (Montevideo)
Centro, originalmente denominado Ciudad Nueva como contraposición a la Ciudad Vieja, es uno de los 62 barrios oficialmente reconocidos de Montevideo (Uruguay). Ocupa el territorio de lo que históricamente fue el campo de marte de la ciudad amurallada, es decir, una franja de tierra frente a las murallas reservada exclusivamente para fines defensivos.
Comprendido políticamente en el Municipio B, Centro junto a los barrios de Ciudad Vieja y Cordón, constituye el distrito financiero de la ciudad debido a la gran concentración de servicios, oficinas gubernamentales, instituciones financieras, y locales comerciales y de entretenimiento. Su eje principal es la Avenida 18 de Julio –en el trayecto que abarca desde la Plaza Independencia hasta la calle Ejido–, caracterizada por la presencia de edificaciones de estilo art decó y art nouveau.

## Historia

### Ciudad Nueva
El 25 de agosto de 1829, la flamante Asamblea General Constituyente del nuevo Estado Oriental aprobó la ley por la que se disponía la demolición de la fortificación de Montevideo y en septiembre de ese año se comenzó con la demolición del portón Viejo o de San Pedro ubicado a la altura de las actuales calles 25 de Mayo y Bartolomé Mitre (San Pedro y San Telmo, en ese entonces); inmediatamente se procedió a la apertura de otros seis boquetes en el muro Este de la fortificación y los trabajos de demolición de la imponente Ciudadela (que ocupaba aproximadamente la mitad Oeste, lado Juncal, de la actual Plaza Independencia) se iniciarán más tarde, en 1833.

A poco de dar término a dicha apertura de las murallas, en octubre de 1829, el Sgto. Mayor José María Reyes fue encargado de delinear ‘sin demora’ el trazado urbano de la Ciudad Nueva, es decir, una ampliación de la ciudad de Montevideo que permitiera acoger con su urbanización a los vecinos radicados más allá de las murallas.

El nuevo perímetro con el que se desarrollaba la ciudad, se ubicaba en el llamado Campo de Marte, que correspondía a la extensión comprendida entre la muralla y el ejido de Montevideo. Dentro de tal «perímetro delineó Reyes la 'nueva ciudad', compuesta de 136 manzanas de cien varas de lado, y dos plazas que corresponden aproximadamente a la mitad Este de la actual plaza Independencia y a la actual plaza Cagancha; ese trazado, con pocas modificaciones, subsiste aún en la parte de Montevideo comprendida entre las calles Florida [al oeste], Galicia [al norte], Médanos [al este, actual Javier Barrios Amorín] e Isla de Flores [al sur], que es la 'Ciudad nueva' propiamente dicha» (p. 3) El plano de Reyes preveía también el Cementerio Nuevo, actual Cementerio Central.

Cabe notar que, en la terminología de la época, la vara es una medida de longitud (correspondiente a dos codos, tres pies o cuatro palmos) y que, en nuestro caso, se habla de vara castellana, cuya longitud es de 0,8359 m. El nuevo trazado, con manzanas de 100 varas de lado, corresponde con el de la Ciudad Vieja de Montevideo (de Domingo Petrarca y Pedro Millán) y se distingue, por ejemplo, del primitivo trazado de Buenos Aires, con manzanas de 140 varas de lado.

El encargue hecho a José María Reyes en 1829, se transforma pues en trazado definitivo, dibujado en 1836 por Juan Manuel Besnes e Irigoyen (cuyo original se conserva en la Biblioteca Nacional). En líneas generales, este primer ensanche del casco colonial, corresponde en la ciudad contemporánea al barrio Centro. (p. 19)

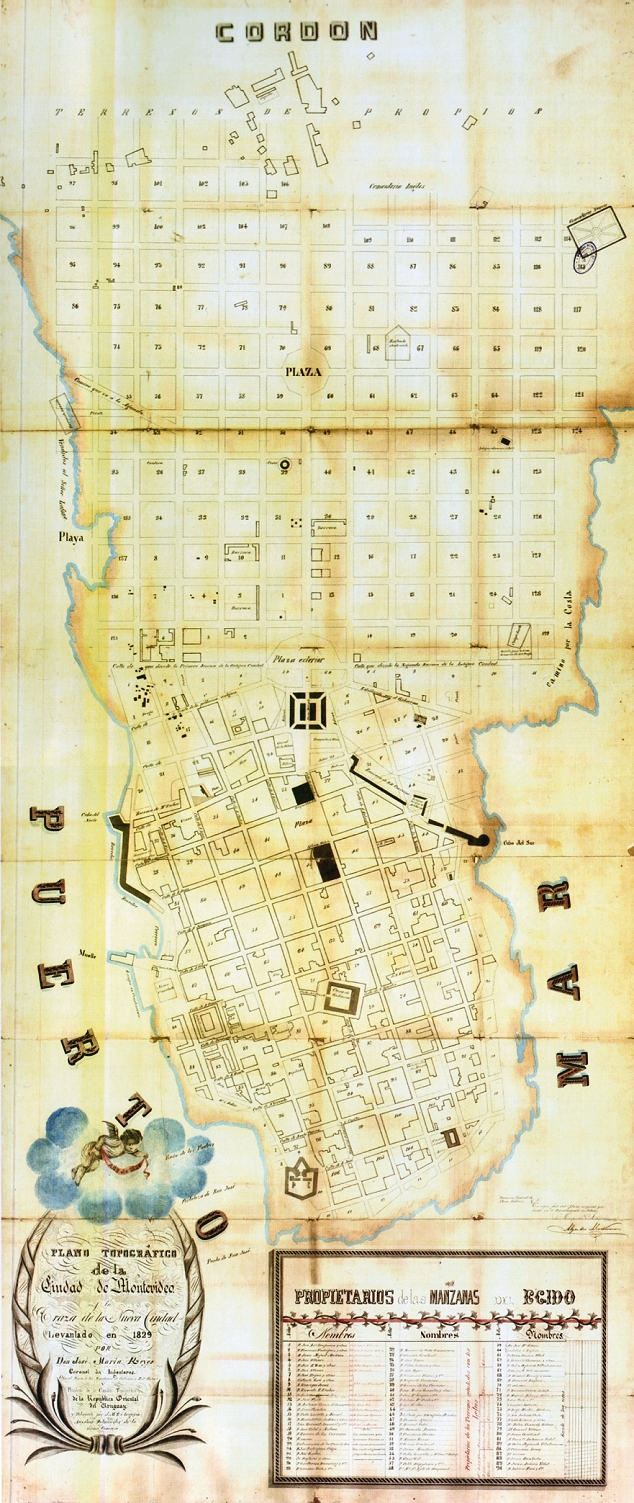
La Ciudad Nueva. Plano topográfico de la Ciudad de Montevideo, levantado en 1829 por Don José María Reyes.

El plano de Reyes toma como eje del trazado "la calle Real que va al Cordón" o "continuación de la calle San Carlos (Sarandí)", es decir, la actual Avenida 18 de Julio, trazada en línea recta desde la puerta exterior del Mercado (antigua Ciudadela) y siguiendo la loma de la colina hasta el empalme con el Camino de Maldonado (actual cruce de 18 de Julio con Barrios Amorín).

El nuevo amanzanamiento en damero que surge en torno a este eje, desconoce las virtudes del antiguo damero de la Ciudad Vieja, cuyo trazado preveía la orientación a medios rumbos para un mejor asoleamiento de las calles.

En este plano de Reyes, la calle principal tiene 30 varas de ancho (25,08 m), mientras que las calles longitudinales y transversales son de 20 varas (16,72 m), con excepción de la calle Uruguay de 25 varas (20,90 m). Cabe notar que el primitivo trazado para las calles de la Ciudad Vieja era de 12 varas (10,03 m).
Reconociendo el tránsito de aguateros, el plano también preveía una calle diagonal (de 25 varas) hacia La Aguada, calle que iba desde Uruguay y Paraguay hasta Galicia y Rondeau, es decir, un tramo de la que posteriormente se transformará en Diagonal Agraciada, actual Avda. del Libertador. (p. 20)

## Sitios de interés

#### Avenida 18 de Julio.

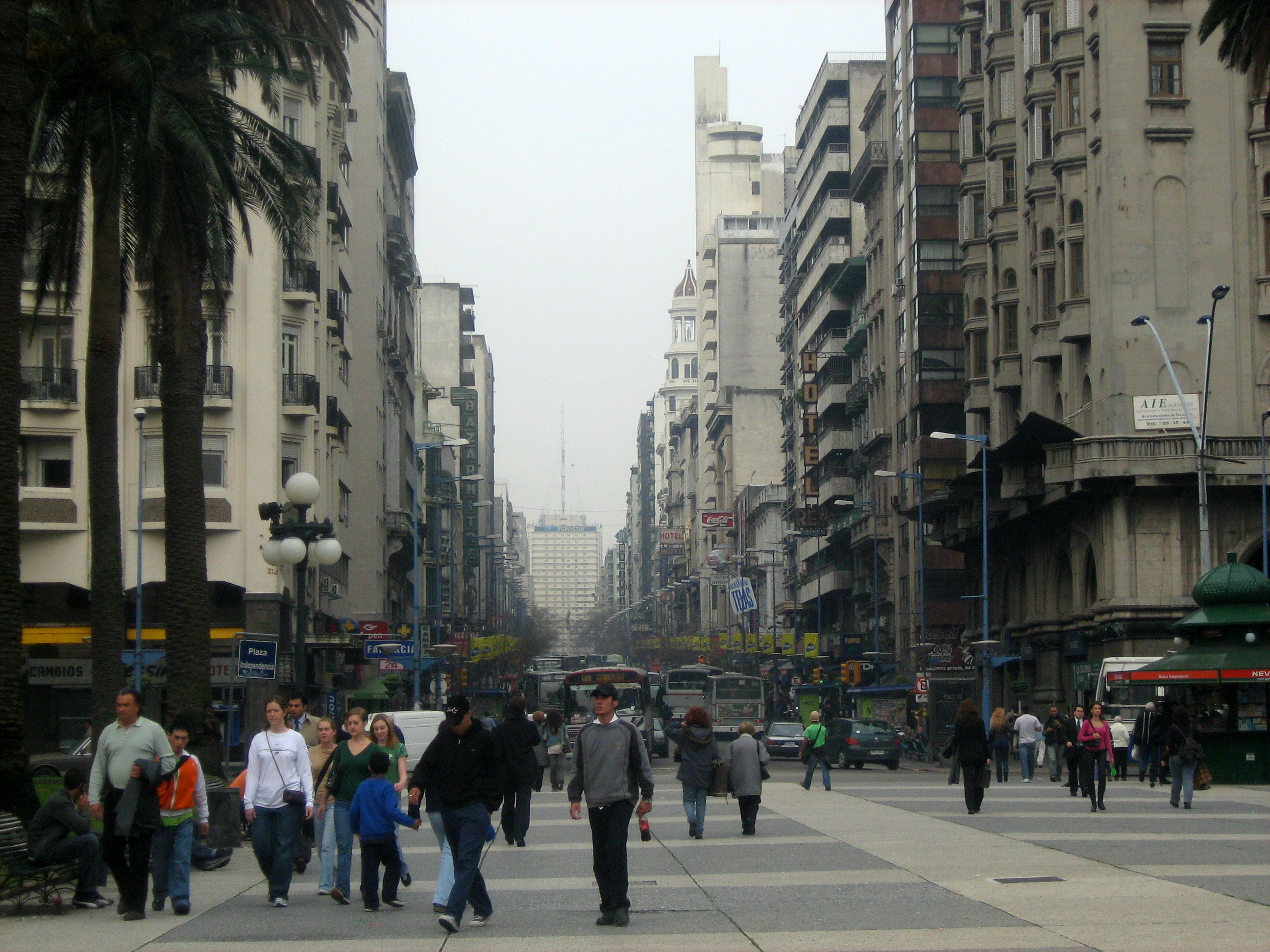
La Avenida 18 de Julio desde la Plaza Independencia.

«Fue concebida como eje de la Ciudad Nueva, primera expansión del casco colonial, que por su simbolismo y por la gestión del suelo representó la ideología liberal y progresista del Estado independiente. La avenida se diseñó en línea recta, recorriendo el lomo de la cuchilla desde el eje de la Ciudadela hasta encontrar el Camino de Maldonado en el Cordón, donde se produce la inflexión para continuar por dicho camino. Posteriormente, se prolongó hasta el Bulevar Artigas, límite de la Ciudad Novísima, señalizando su remate con el obelisco. Su concepción jerárquica la distingue en el damero por el mayor ancho. Ideada como espacio estructurador, vertebra un sistema de espacios públicos, actualmente integrado por las plazas de la Independencia, Fabini, de Cagancha, Explanada Municipal, de los Treinta y Tres, Explanada de la Universidad, plazoleta lateral al Banco Hipotecario, rematando en el Parque Batlle.»[cita requerida]

El primer tramo «de Plaza de la Independencia a la Explanada del Palacio Municipal, es el de mayor valor patrimonial edilicio y urbano. En él se implantaron lujosas residencias, salas de espectáculos, grandes tiendas, organismos públicos, comercios, oficinas, y viviendas.
Allí se manifestaron con preferencia las arquitecturas vanguardistas, al amparo del 'impuesto a la edificación inapropiada' de 1926, que impulsó la modernización postulando a la avenida como 'imagen de la ciudad deseada'. A pesar de la actual confluencia de lenguajes y tipologías, se aprecia un carácter unitario debido al ritmo del parcelario y a la regularidad del damero, a cuya lectura contribuye el tratamiento edilicio de las esquinas. El decreto de altura obligatoria de la edificación apuntó a acentuar la lectura unitaria.»
Saliendo desde la Plaza Independencia por 'Dieciocho', como brevemente llaman los montevideanos a la Avenida 18 de Julio, ya desde las esquinas con la calle Andes, la primera que atraviesa la avenida, quien camina puede observar que efectivamente está recorriendo el lomo de la cuchilla, las últimas estribaciones de la Cuchilla Grande antes de que ésta se zambulla en el Río de la Plata, en la punta San José (al comienzo de la Escollera Sarandí.
En las palabras de Aníbal Barrios Pintos:

La Cuchilla Grande se prolonga desde el Brasil en nuestro territorio en dirección sur y oeste, desprendiendo un ramal que al penetrar en el actual departamento de Montevideo formaba las vertientes de los arroyos Las Piedras y Toledo. Allí se dividía en dos ramales principales.

Uno de ellos, la Cuchilla de Pereira,...

El otro ramal, denominado Cuchilla Grande de Montevideo, seguía en su cumbre por la cuchilla del Cardal (hoy avenida 8 de Octubre), se prolongaba por la actual avenida 18 de Julio e iba a terminar en la Ciudad Vieja, en la punta San José.

### Edificios y monumentos
- Palacio Rinaldi
- Palacio Salvo
- Palacio Díaz
- Palacio Municipal
- Palacio Tapié
- Edificio Lux
- Edificio Parma
- Palacio Buxareo
- Palacio Montero
- Palacio Piria
- Palacio Lapido
- Edificio Jockey Club

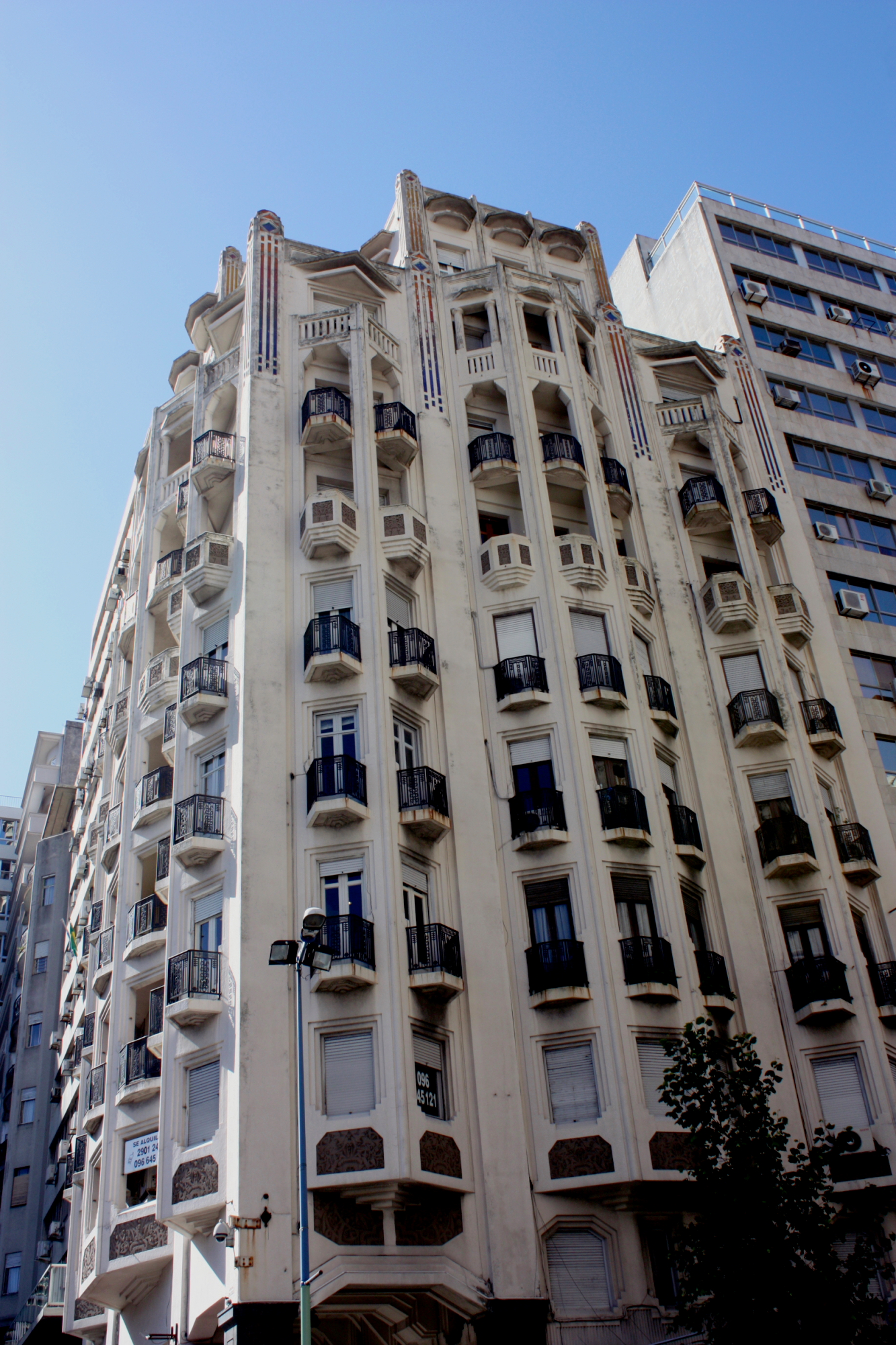
Palacio Rinaldi.

- Plaza Fabini y monumento El Entrevero
- Palacio Rex
- Palacio London París
- Casa Matriz del Banco de Seguros del Estado
- Palacio de los Tribunales
- Casa Matriz de Administración Nacional de Combustibles, Alcohol y Portland
- Plaza de Cagancha y columna de la Paz

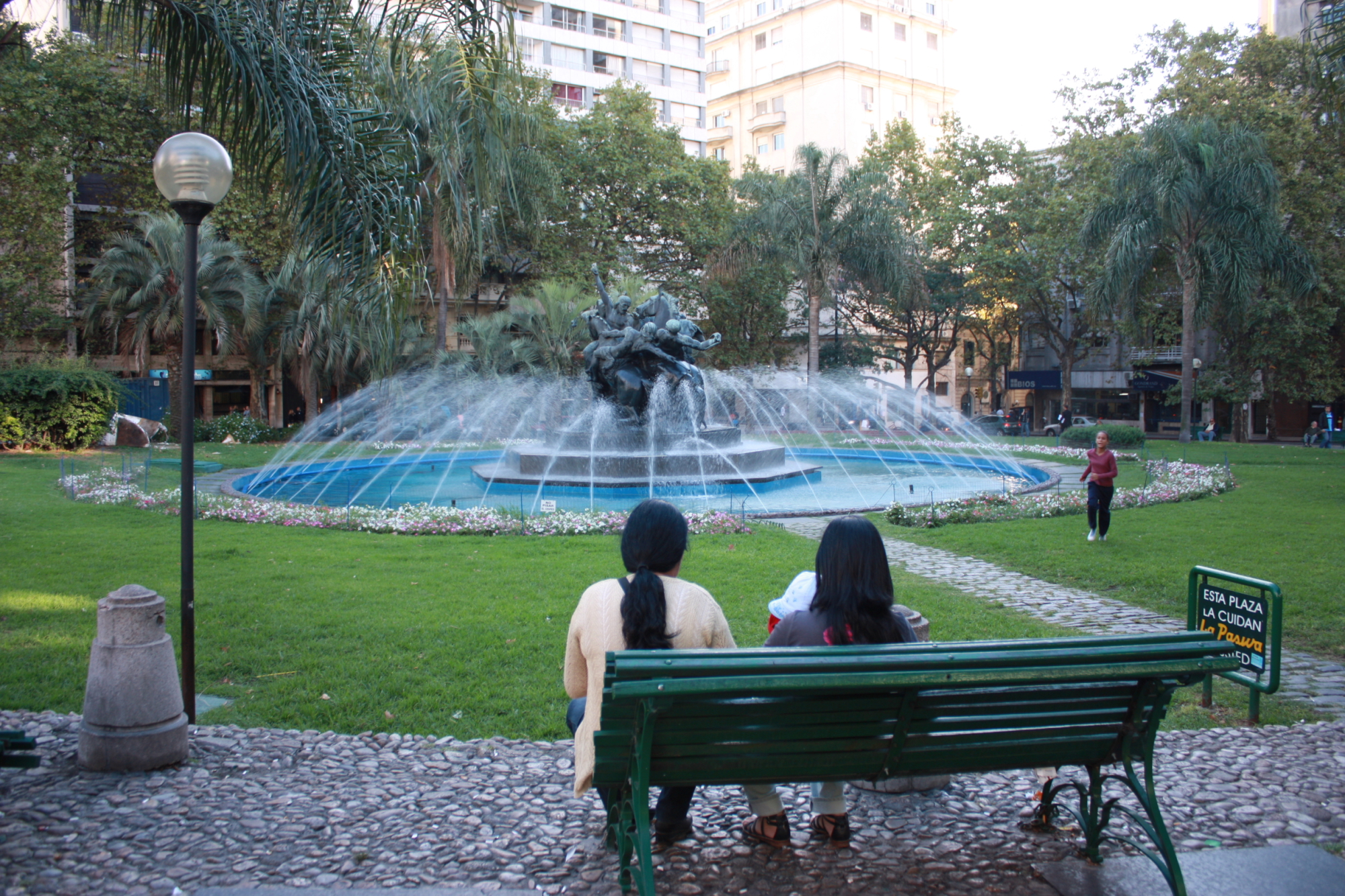
Plaza del Entrevero (Plaza Fabini). Vista hacia la esquina de Colonia y Julio Herrera y Obes.

## Ocio y cultura

### Cines y teatros

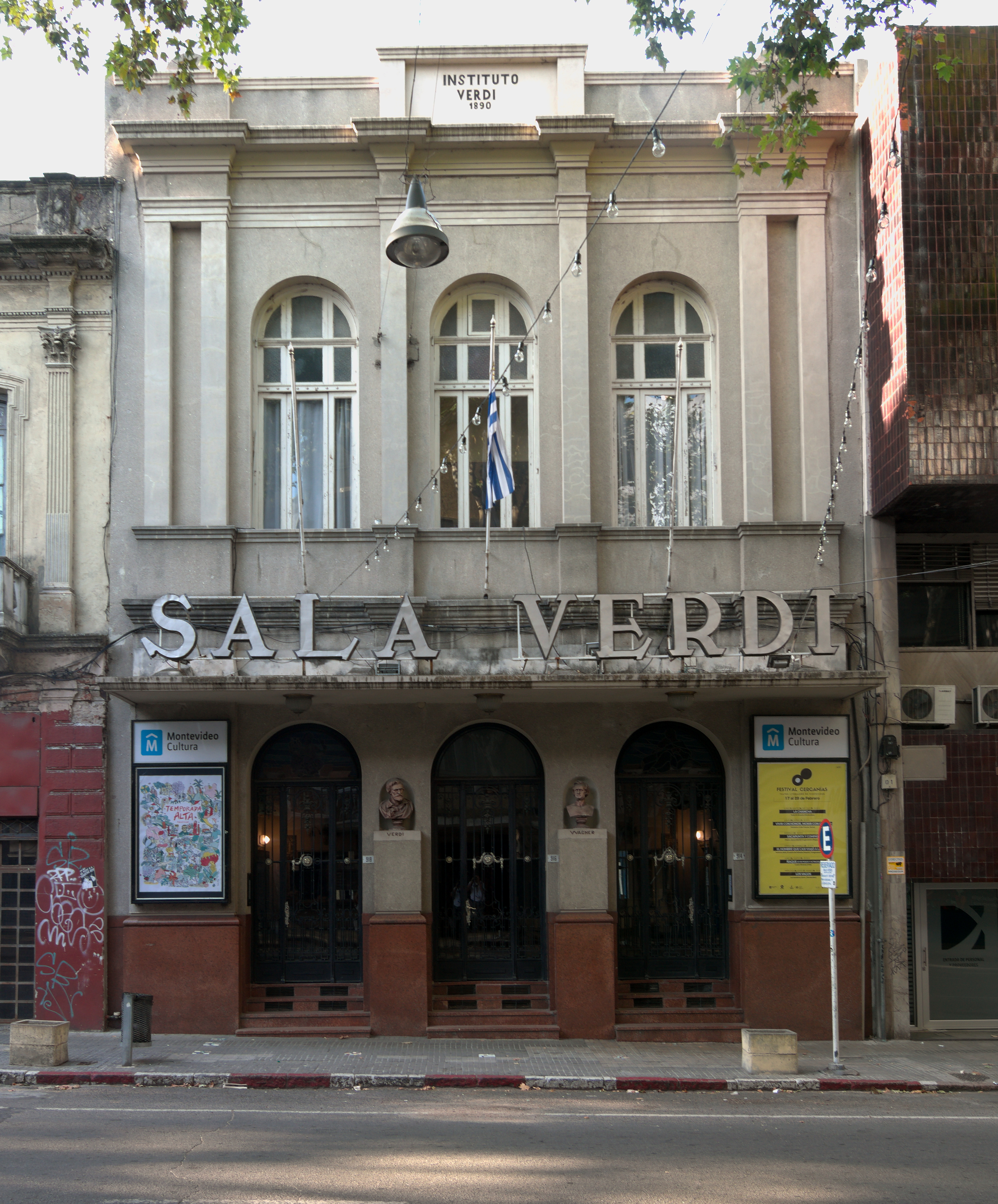
Sala Verdi

- Auditorio Nacional Adela Reta
- Auditorio Nelly Goitiño
- Sala Zitarrosa
- Teatro Victoria
- Teatro Circular
- Gran Teatro Metro
- Teatro del Centro

### Museos y galerias
- Museo Pedagógico José Pedro Varela
- Museo del Automóvil Eduardo Iglesias
- Museo Historia del Arte
- Ateneo de Montevideo
- Bazar Mitre
- SUBTE de Montevideo

### Zonas comerciales

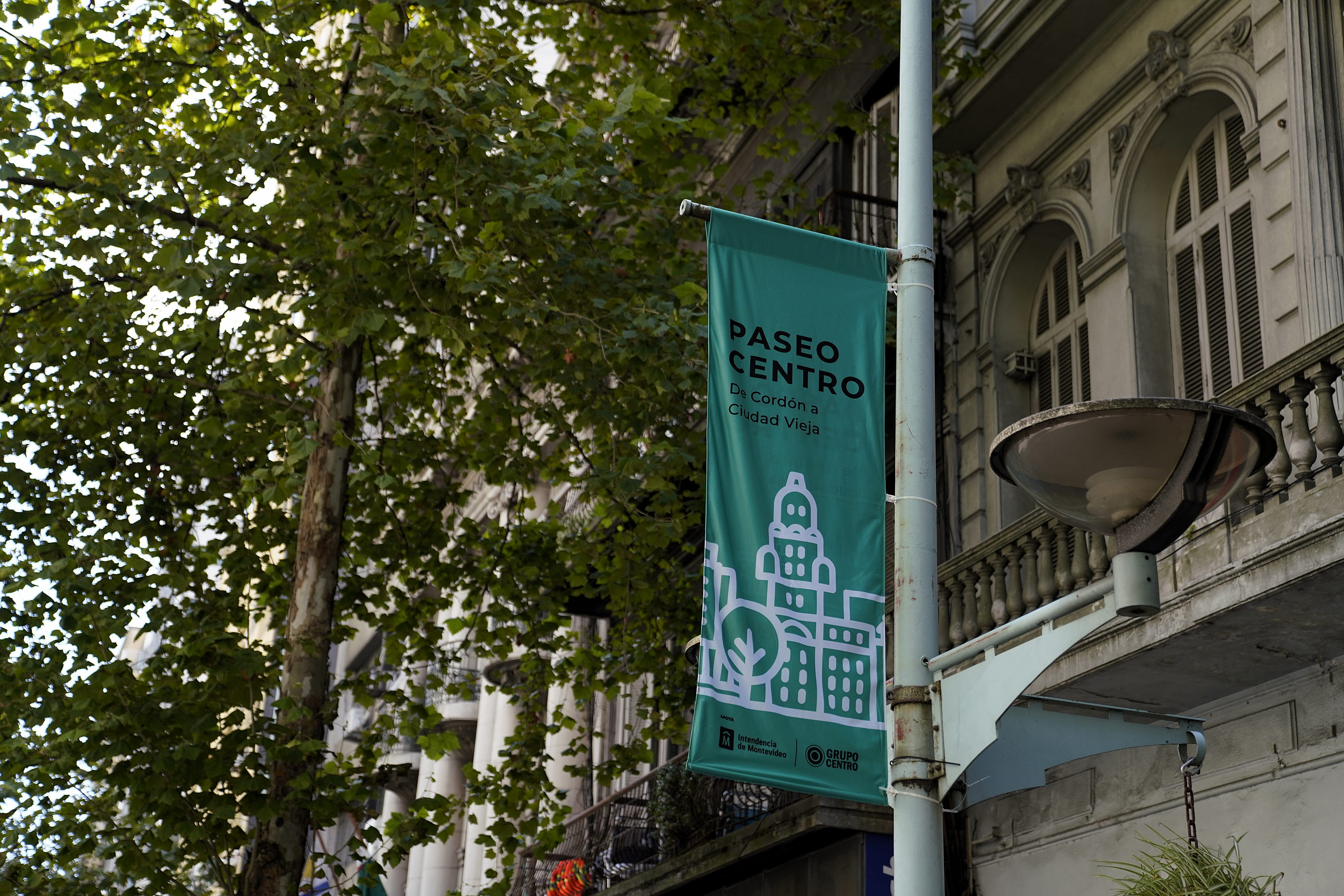
Carteleria en el Centro de Montevideo

La avenida 18 de Julio es una de las principales arterias comerciales del centro de Montevideo. A lo largo de su trazado se ubican numerosas tiendas de ropa, tecnología, servicios y gastronomía. Entre los comercios más destacados se encuentran cadenas como Renner, BAS, Tiendas Montevideo e Indian. 
En las vísperas de ciertos días festivos, se celebra el Día del Centro, una jornada en la que se ofrecen descuentos comerciales y promociones especiales, incluyendo beneficios en el estacionamiento tarifado. Esta iniciativa busca incentivar la actividad económica en la zona y atraer tanto a residentes como a visitantes.
El Centro de Montevideo también es reconocido por su oferta gastronómica, que incluye emblemáticos establecimientos como el Bar Facal, un punto de encuentro tradicional, y La Pasiva, conocida por sus famosas hamburguesas y comida rápida. Estos locales, entre otros, son parte de la identidad culinaria del barrio, manteniendo una presencia significativa en la vida social y cultural de la ciudad
En las inmediaciones de las calles Galicia y Yaguarón se concentra una importante cantidad de locales dedicados a la venta de repuestos y artículos para automóviles, conformando un polo comercial especializado en el rubro automotor. 

## Educación
El barrio Centro alberga una amplia variedad de instituciones educativas, que incluyen centros de enseñanza primaria, secundaria y terciaria. Debido a su ubicación céntrica y accesibilidad, es una zona en la que confluyen tanto instituciones públicas como privadas, desempeñando un papel relevante en la vida académica de la ciudad de Montevideo.
- Escuela Argentina
- Universidad Centro Latinoamericano de Economía Humana
- Liceo José Enrique Rodó
- Escuela y Liceo Elbio Fernández
- Colegio Seminario
- Universidad ORT